# Thomas Horsch
Thomas Horsch (* 30. Oktober 1968 in Bremen) ist ein deutscher Fußballtrainer und ehemaliger Fußballspieler.

## Karriere
Horsch spielte in seiner aktiven Karriere beim SV Atlas Delmenhorst und beim Bremer SV auf der Position des Torwarts. Er begann seine Trainerkarriere als Jugendcoach beim VfL 07 Bremen, dem Verein seines Sohnes. Über ein Jahrzehnt wirkte Horsch am DFB-Stützpunkt in Bremen, darunter acht Jahre als Stützpunktkoordinator. Ab 2013 betreute er als Torwarttrainer die deutsche U20-Nationalmannschaft der Männer, ab 2015 die der U17-Frauen. In diese Zeit fiel der EM-Titel der U17-Frauen 2016 in Belarus.
Horsch assistierte ab 2016 Florian Kohfeldt in Werder Bremens zweiter Mannschaft und folgte ihm 2017 in die A-Mannschaft. Nachdem sich Werder 2020 knapp in der Relegation vor dem Abstieg rettete, wurde Horsch seines Amtes entbunden. Im April 2021 übernahm er das Cheftraineramt der Frauenmannschaft Werder Bremens. Unter seiner Ägide festigte sich Werder in der Bundesliga. In der Saison 2024/25 wurde erstmals in der Vereinsgeschichte das Finale im DFB-Pokal erreicht. Im Februar 2025 gab Horsch bekannt, den Verein mit Vertragsende im Sommer zu verlassen.

## Sonstiges
Horsch besitzt die UEFA-Pro-Lizenz. Seine Söhne Lucas und Jonas sind ebenfalls Fußballtorhüter. Lucas Horsch assistierte seinem Vater als Co-Trainer der Frauenmannschaft Werder Bremens.